# توربيورن هار
توربيورن هار (بالنرويجية البوكمول: Thorbjørn Harr)‏ هو ممثل نرويجي، ولد في 24 مايو 1974 بأوسلو في النرويج.

## أعمال

### أفلام
- (2012) حياتان[6]

### مسلسلات
- أصغر سنا
- فايكنغز

## وصلات خارجية
- توربيورن هار على موقع IMDb (الإنجليزية)
- توربيورن هار على موقع ألو سيني (الفرنسية)
- توربيورن هار على موقع ميوزك برينز (الإنجليزية)
- توربيورن هار على موقع أول موفي (الإنجليزية)
- توربيورن هار على موقع قاعدة بيانات الأفلام السويدية (السويدية)
- توربيورن هار على موقع قاعدة بيانات الفيلم (الإنجليزية)
- توربيورن هار على موقع كينوبويسك (الروسية)